# Deûlémont

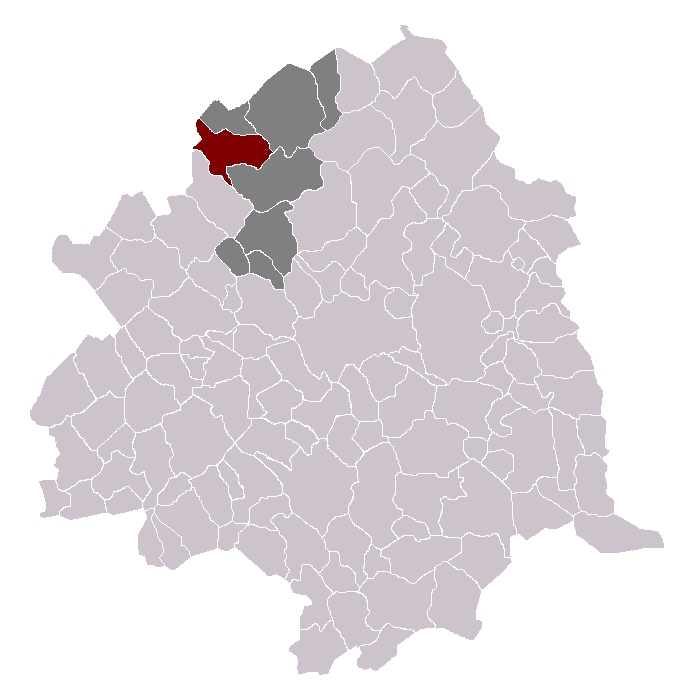
Localització de Deûlémont

Deulemonde (francès Deûlémont) és un municipi de Flandes francès a França, situat a la regió dels Alts de França, al departament del Nord. L'any 2006 tenia 1.460 habitants. Limita al nord amb Warneton, al nord-est amb Comines, a l'oest amb Comines-Warneton, al sud amb Frelinghien i al sud-est amb Quesnoy-sur-Deûle.
Pertanyia al comtat de Flandes i va ser anexionat durant les guerres d'expansió de Lluís IV al segle xvii contra Felip IV de Castella aleshores sobirà dels Països Baixos espanyols. El nom neerlandès significa «desembocadura del Deule», el riu que hi desemboca al Leie

## Demografia
| 1962                                       | 1968 | 1975 | 1982  | 1990  | 1999  | 2006  |
| ------------------------------------------ | ---- | ---- | ----- | ----- | ----- | ----- |
| 898                                        | 866  | 951  | 1.360 | 1.368 | 1.461 | 1.460 |
| Des de 1962: població sense dobles comptes |      |      |       |       |       |       |

## Administració
| Període   | Identitat          | Partit |
| --------- | ------------------ | ------ |
| 1928-1959 | Pierre Dillies     |        |
| 1959-1971 | Louis Lefevbre     |        |
| 1971-1989 | André Dekyndt      |        |
| 1989 -    | Francis Grimomprez |        |